# 银盏河 (源潭河)
银盏河，位于中华人民共和国广东省清远市清城区境内，是源潭河的一条支流，发源于清远市东南部，与广州市花都区交界的尖峰岭，西北流经银盏水库、银盏坳、陂坑、石岭及龙塘镇，于龙塘营以北汇入源潭河。河长22千米，流域面积133平方千米。